# Prosimulium maruashvili
Prosimulium maruashvili är en tvåvingeart som beskrevs av Machavariani 1966. Prosimulium maruashvili ingår i släktet Prosimulium och familjen knott. Inga underarter finns listade i Catalogue of Life.